# Sagatiba

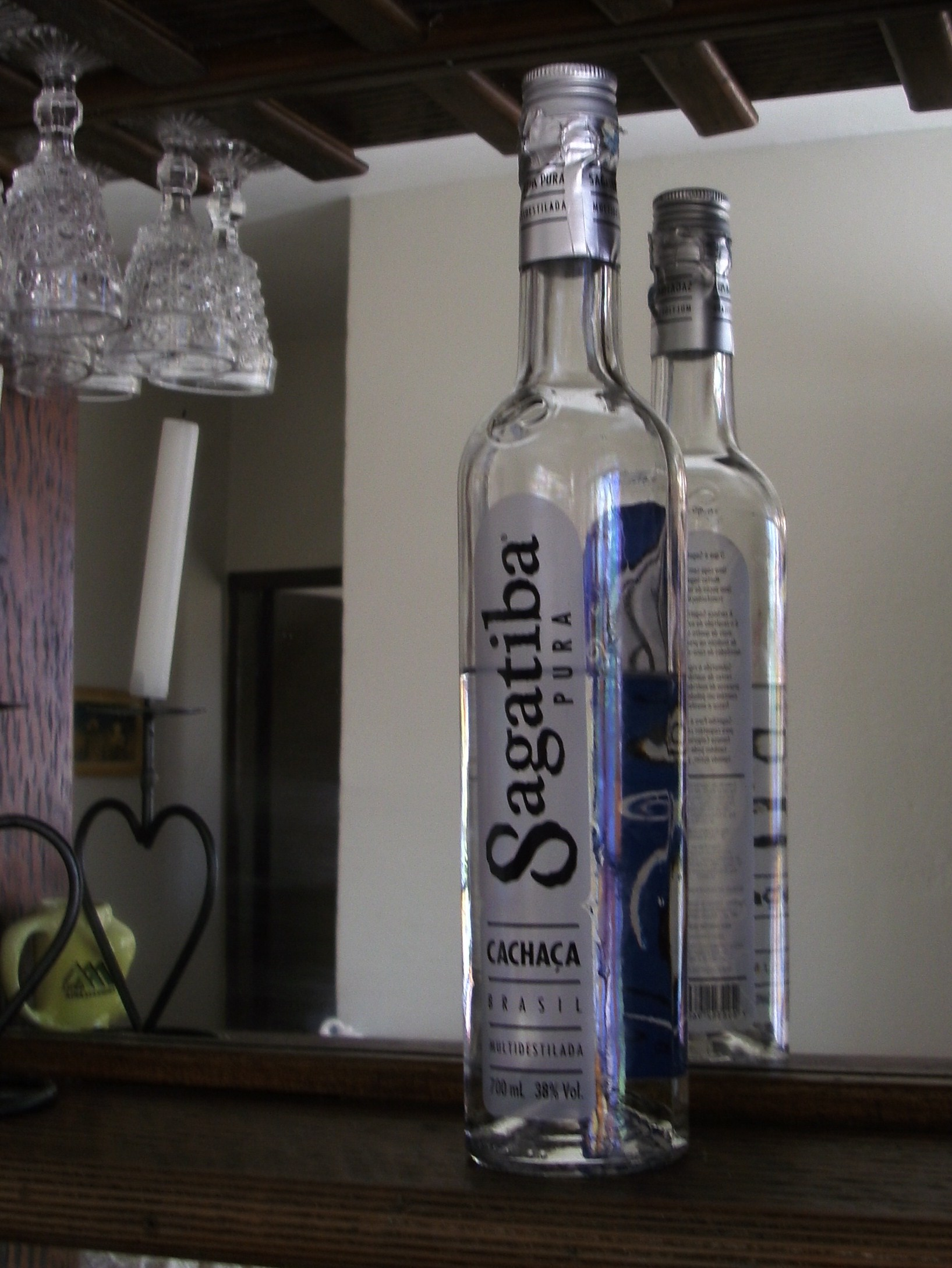
Uma garrafa de sagatiba

A Sagatiba é uma cachaça brasileira, produzida na cidade de Patrocínio Paulista. Criada em 2004, se tornou a primeira marca de cachaça a se estabelecer fora do Brasil, arrematando 90% do mercado na Grã-Bretanha em 2007. Em 2011, a Sagatiba foi comprada por US$ 26 milhões pela italiana Davide Campari-Milano.
É comercializada em duas versões, a Sagatiba Pura e a Sagatiba Velha.
O nome da cachaça vem da união do prefixo saga, que na cultura nórdica significa aventura, encargo heróico, lendário, com a palavra tiba da língua indígena tupi, que significa infinita.

## Sagatiba Pura
Através de uma alta tecnologia de destilação, juntamente com técnicas tradicionais de produção de cachaças, foi desenvolvida uma cachaça branca dita com menos impurezas, de sabor mais suave.
- Graduação Alcoólica - 38%

## Sagatiba Velha
A Sagatiba Velha é vendida em lotes limitados, de cachaças envelhecidas em barris de madeira nobre, com destilação feita em alambiques de cobre.
- Graduação Alcoólica - 40%